# Guillaume Bastille
Guillaume Bastille (n. 21 iulie 1985, Rivière-du-Loup⁠(d), provincia Québec, Canada) este un sportiv ce a reprezentat Canada, medaliat olimpic. A participat la o ediție a Jocurilor Olimpice (2010) în care a câștigat o medalie de aur.

## Participări
Lista de mai jos prezintă principalele competiții la care a participat Guillaume Bastille de-a lungul carierei.
- short track speed skating at the 2010 Winter Olympics – men's 5000 metre relay[*]